# Judith Frijlink
Judith Frijlink (Zwolle, 29 december 1989) is een Nederlands voetbalster die uitkwam voor PEC Zwolle en een half seizoen voor ADO Den Haag, daar vertrok ze in februari 2015. Na een maand besloot ze weer te gaan voetballen bij haar oude club PEC Zwolle.

## Carrièrestatistieken
| Seizoen         | Club            | Land            | Competitie            | Competitie | Competitie | Beker | Beker | Internationaal | Internationaal | Overig | Overig | Totaal | Totaal |
| Seizoen         | Club            | Land            | Competitie            | Wed.       | Dlp.       | Wed.  | Dlp.  | Wed.           | Dlp.           | Wed.   | Dlp.   | Wed.   | Dlp.   |
| --------------- | --------------- | --------------- | --------------------- | ---------- | ---------- | ----- | ----- | -------------- | -------------- | ------ | ------ | ------ | ------ |
| 2008/09         | Be Quick '28    | Nederland       | Hoofdklasse           | –          | –          | –     | –     | –              | –              | –      | –      | –      | –      |
| 2009/10         | Be Quick '28    | Nederland       | Hoofdklasse           | –          | –          | –     | –     | –              | –              | –      | –      | –      | –      |
| 2010/11         | FC Zwolle       | Nederland       | Eredivisie            | 19         | 3          | 1*    | 2     | –              | –              | –      | –      | 20     | 5      |
| 2011/12         | FC Zwolle       | Nederland       | Eredivisie            | 15         | 4          | 1*    | 1     | –              | –              | –      | –      | 16     | 5      |
| 2012/13         | PEC Zwolle      | Nederland       | BeNe League Orange    | 13         | 1          | 0     | 0     | –              | –              | –      | –      | 13     | 1      |
| 2012/13         | PEC Zwolle      | Nederland       | Women's BeNe League B | 13         | 8          | 2*    | 2     | –              | –              | –      | –      | 15     | 10     |
| 2013/14         | PEC Zwolle      | Nederland       | Women's BeNe League   | 25         | 5          | 3     | 3     | –              | –              | –      | –      | 28     | 8      |
| 2014/15         | ADO Den Haag    | Nederland       | Women's BeNe League   | 15         | 0          | –     | –     | –              | –              | –      | –      | 15     | 0      |
| 2014/15         | PEC Zwolle      | Nederland       | Women's BeNe League   | 6          | 1          | 0     | 0     | –              | –              | –      | –      | 1      | 0      |
| 2015/16         | PEC Zwolle      | Nederland       | Eredivisie            | 24         | 7          | 1     | 0     | –              | –              | –      | –      | 25     | 7      |
| 2016/17         | PEC Zwolle      | Nederland       | Eredivisie            | 26         | 4          | 2     | 0     | –              | –              | –      | –      | 28     | 4      |
| Carrière totaal | Carrière totaal | Carrière totaal | Carrière totaal       | 156        | 32         | 9*    | 8     | 0              | 0              | 0      | 0      | 165    | 40     |